# Pont suspendu de Saint-Ilpize
Le pont suspendu de Saint-Ilpize est un édifice situé dans les communes de Saint-Ilpize et Villeneuve-d'Allier, dans le département français de la Haute-Loire en région Auvergne-Rhône-Alpes.

## Historique
Ce pont, construit en 1863 sur les directives du préfet, en suivant les plans de l'ingénieur Jollois, fait partie des quatre ouvrages suspendus encore existants en Haute-Loire. L'apparition des premiers ponts suspendus remonte à 1818 en Angleterre. Le pont de Saint-Ilpize représente la troisième génération de ce type de pont, utilisant la technique des haubans obliques mise au point par Jollois après 1850. En 1879, Jollois s'est associé à Ferdinand Arnodin, un constructeur métallique, pour édifier cette structure. À cette occasion, Arnodin a apporté une innovation en créant le concept de câble en suspension toronné, et par la suite, a réalisé de nombreux autres ponts à travers le monde.
Le 15 juillet 2004, le pont a été interdit à la circulation en raison de dommages au tablier, vraisemblablement causés par le passage d'un camion surchargé. Plus tard, le pont a été rouvert avec une restriction de hauteur imposée.

## Protection
Le pont suspendu de Saint-Ilpize situé sur le chemin départemental 22, non cadastré, est inscrit au titre des monuments historiques par arrêté du 2 octobre 2015.